# Nina Berman
Nina Auguste Berman ist eine US-amerikanische Literaturwissenschaftlerin.

## Leben
Von 1980 bis 1983 erwarb sie die Zwischenprüfung in Deutsch, Arabisch und Geschichte an der Universität Göttingen, von 1987 bis 1989 den M.A., Institut für Germanistik der San Francisco State University und von 1989 bis 1994 den Ph.D. am Institut für Germanistik, University of California, Berkeley bei Anton Kaes, W. Daniel Wilson und David Lloyd. Von 2008 bis 2016 war sie Professorin für Vergleichende Studien an der Ohio State University. Seit 2016 ist sie Professorin an der School of International Letters and Cultures an der Arizona State University.
Ihre Forschungsinteressen sind Globalisierungsstudien; Humanität; Tourismus; Deutscher Orientalismus und Kolonialismus; Deutsche in Afrika und interkulturelle Hermeneutik.

## Schriften (Auswahl)
- Orientalismus, Kolonialismus und Moderne. Zum Bild des Orients in der deutschsprachigen Kultur um 1900. Stuttgart 1997, ISBN 3-476-45162-3.
- Impossible missions? German economic, military, and humanitarian efforts in Africa. Lincoln 2004, ISBN 0-8032-1334-4.
- German literature on the Middle East. Discourses and practices, 1000–1989. Ann Arbor 2011, ISBN 0-472-11751-3.
- Germans on the Kenyan coast. Land, charity, and romance. Bloomington 2017, ISBN 978-0-253-02430-5.